# 泉州公交微7路
泉州公交微7路是中华人民共和国泉州市境内的一条公共交通线路，全程19公里，原名201路。起讫点为院前公交站至珑玥湾，运营时间为院前公交站：7:00-19:00；珑玥湾：7:00-19:10

## 历史
- 2007年8月1日，泉州市公用事业局批复泉州市第二公共交通运输发展有限公司关于201路的特许经营权，批准第二公交以特许经营的方式开通201路[1]
- 2007年9月22日，厦门金旅于旧车站向第二公交交付201路运营所需车辆
- 2007年10月1日，202路正式开通，初期票价为1元/人。初期运行区间为北峰工业区至晋江二中，初期运营时间为双向6:00夏/6:30冬-19:30夏/19:00冬，使用车辆为10部金旅XML6922J13C型空调柴油城市客车。
- 2008年3月1日，201路调整为至清濛宏远集团始发终到，运营时间调整为北峰工业区7:00-18:00、宏远集团7:00-19:00[2]
- 2008年10月11日，201路一部运营车辆于丰盈路右转弯过程中，碾压到一部自行车，所幸自行车主未在该自行车上，事后，该车辆司机赔偿自行车主400元人民币
- 2010年4月26日，201路自北峰工业区沿北清西路、普贤路延伸至泉州火车站始发终到[3][4]同日，201路票价调整为一票制¥2.0/人。[5]
- 2011年1月28日，因黄龙大桥施工需要，201路取消途径普贤路西段，改为途径站前南北大道至今[6]
- 2011年6月1日，因208（现K901路）开通，为避免运能重复，201路自泉州建材市场站后取消途径南迎宾大道、德泰路，改为途径火炬街、南环路至苏夫人姑庙始发终到[7]
- 2012年12月24日，201路一部运营车辆于泉州火车站进站口发生刮擦[8]
- 2013年夏，因204（现K601路）原配车辆被划拨至206（现K201路），第二公交划拨201路2部金旅XML6922J13C加入204路运营
- 2015年1月，因K207路开通需要，第二公交划拨201路4部金旅XML6922J13C加入K207路运营
- 2015年12月，因K605路开通需要，第二公交划拨201路4部金旅XML6922J13C加入K605路运营。当月，201路更换为自水头公交划拨而来的4部金旅XML6775J15CN型空调LNG客车
- 2017年6月10日，201路票价由一票制¥2.0降为一票制¥1.0[9][10]
- 2018年1月19日，因《泉州交发集团所属企业整合重组方案》印发实施[11]，201路自第二公交划入公交发展（公交集团前身）运营
- 2018年2月，201路接手并更换自K702路退下的4部福达FZ6890UF3G3型柴油空调公交车
- 2018年5月23日，201路全线更换为5部大金龙XMQ6802AGBEVL2型空调电动巴士，并退下4部FZ6890UF3G3
- 2018年5月26日，201路由苏夫人姑庙缩线至江南公交站始发终到，取消停靠经贸学院至苏夫人姑庙等5站。
- 2019年9月，201路更换2部金旅XML6805JEVY0C1型空调电动巴士，并退下3部XMQ6802AGBEVL2至K605路，配车数降为4部
- 2020年1月28日，受新型冠状病毒肺炎防控要求影响。201路自当日14:00起暂停运行至2月16日。[12][13]
- 2020年2月17日，201路自该日起恢复运营。[14]
- 2022年3月16日，因疫情防控要求暂停中心市区范围内所有公交线路运营。201路自当日首班起再次暂停运营至4月14日。[15]
- 2022年4月15日，201路恢复运营，运营时间临时调整为双向8:20-17:45。[16]
- 2022年4月18日，201路运营时间恢复为福厦铁路泉州站7:00-19:10、江南公交站7:00-19:00[17]
- 2022年9月1日，受火炬街雨污水管网修复及道路整治影响，201路自该日起临时取消途径火炬街，改为途径南环路、浦口环岛、兴贤路至泉州建材市场后原线行驶，其它不变。[18]
- 2023年3月8日，201路自该日起恢复途径火炬街，取消途径南环路、浦口环岛。
- 2023年9月25日，自该日起201路单向增停站前广场站。原软件园北门更名为数字经济产业园北站。[19]
- 2024年12月6日，因南环高架桥施工，201路无法进入江南公交站。自该日起201路调整至市中医院首末站始发终到，其它不变。
- 2025年3月3日，原201路更名为微7路。运营区间变更为院前公交站-珑玥湾，取消途径福厦铁路泉州站、联丰大街、普贤路、泉山路、北清东路、新华北路、城西路、火炬街、南环路、池峰路、市中医院首末站。改为自院前公交站始发，途径坪山路、津淮街、涂门街、新门街至笋江路后转为途径浮桥街、新发街、新延路、黄龙南大道至珑玥湾终到。接手并更换自原X3路退下的7部金旅XML6606JEVA0C1、4部大金龙XMQ6601CGBEVL型空调电动巴士，运营时间、票价不变。[20]
- 2025年3月6日，微7路接手并增加自60路退下的4部XML6606JEVA0C1、1部XMQ6601CGBEVL，配车数增加至16部。

## 站点
| 路线 | 路线 | 路线 | 所在地区、街道 | 所在地区、街道             | 站点名         | 备注                    |
| ---- | ---- | ---- | -------------- | -------------------------- | -------------- | ----------------------- |
|      |      |      | 丰泽区         | 妙灵路                     | 院前公交站     | 起讫站                  |
|      |      |      | 丰泽区         | 坪山路                     | 妙云街口       | 原名 丰泽区行政服务中心 |
|      |      |      | 丰泽区         | 津淮街                     | 丰泽区政府     |                         |
|      |      |      | 丰泽区         | 津淮街                     | 东美小区       |                         |
|      |      |      | 丰泽区         | 津淮街                     | 刺桐公园南门   |                         |
|      |      |      | 丰泽区         | 津淮街                     | 水务集团       | 原名 水利大厦           |
|      |      |      | 丰泽区         | 津淮街                     | 津坂路口       |                         |
|      |      |      | 鲤城区         | 涂门街                     | 棋盘园         |                         |
|      |      |      | 鲤城区         | 涂门街                     | 关帝庙         | 清净寺                  |
|      |      |      | 鲤城区         | 涂门街                     | 府文庙         |                         |
|      |      |      | 鲤城区         | 新门街                     | 新门街头       |                         |
|      |      |      | 鲤城区         | 新门街                     | 新门菜市       |                         |
|      |      |      | 鲤城区         | 新门街                     | 甲第巷口       |                         |
|      |      |      | 鲤城区         | 新门街                     | 蔬菜公司       |                         |
|      |      |      | 鲤城区         | 笋江路                     | 三千坛         |                         |
|      |      |      | 鲤城区         | 兴贤路                     | 浮桥街道办事处 |                         |
|      |      |      | 鲤城区         | 兴贤路                     | 石崎农贸市场   |                         |
|      |      |      | 鲤城区         | 新延路                     | 新发街口       |                         |
|      |      |      | 鲤城区         | 新延路                     | 新延路中段     |                         |
|      |      |      | 鲤城区         | 新延路                     | 金鲤街口       |                         |
|      |      |      | 鲤城区         | 新延路                     | 新延路北段     |                         |
|      |      |      | 鲤城区         | 新延路                     | 延陵安置小区   |                         |
|      |      |      | 鲤城区         | 黄龙南大道 原 站前南北大道 | 珑玥湾         | 起讫站                  |

## 票价
微7路计价方式为一票制，全程¥1.0。
- 泉通卡普通卡9折，月票卡乘坐需刷1次，敬老卡、爱心卡有效
- 可使用泉城通APP及支付宝、云闪付、微信乘车码支付

## 配车
微7路配车数总计16部，其中：
- 金旅XML6606JEVA0C1  11部
- 大金龙XMQ6601CGBEVL 5部

- 金旅XML6922J13C
（2007.9 - 2015.12）
- 金旅XML6775J15CN
（2015.12 - 2018.2）
- 福达FZ6890UF3G3
（2018.2 - 2018.5）
- 大金龙XMQ6802AGBEVL2
（2018.5 - 2025.3）
- 金旅XML6805JEVY0C1
（2018.5 - 2021.5）

## 相关
- 泉州公交线路列表